# Stredné Považie
Die (Tourismus-)Region Stredné Považie (slowakisch Strednopovažský región (cestovného ruchu); deutsch etwa „Region des Mittleren Waag-Gebiets“) ist eine Tourismusregion in der Slowakei.
Sie erstreckt sich dem südlichen Lauf des Flusses Waag folgend über die Bezirke:
- Myjava (nördlicher Teil außer den Gemeinden Brezová pod Bradlom, Bukovec, Košariská und Priepasné)
- Nové Mesto nad Váhom (nördlicher Teil außer den Gemeinden Modrová, Modrovka, Nová Lehota und Stará Lehota)
- Trenčín
- Ilava

sowie die 3 Gemeinden Beluša, Mojtín und Visolaje im Bezirk Púchov
Im Norden schließt die ebenfalls durch den Fluss Waag gekennzeichnete Region Severné Považie, im Süden die Region Dolné Považie.